# Karl Daiser

Karl Daiser (um 1906)

Karl Daiser (* 7. Juli 1847 in Hohenpeißenberg; † 12. Dezember 1914 in Tittmoning) war ein bayerischer katholischer Geistlicher.

## Werdegang
Daiser war zunächst Pfarrer in Ettal, später Stadtpfarrer in Tittmoning. Für eine Zeit übte er auch das Amt des Distriktsschulinspektors aus. Am 17. Dezember 1905 wurde er zum Geistlichen Rat ernannt.
Als Vertreter des Wahlkreises Weilheim/Obb. gehörte er von 1893 bis 1911 der Kammer der Abgeordneten des Bayerischen Landtags an. Er war katholisch und Mitglied im Zentrum.